# Robert W. Laing
Pour les articles homonymes, voir Laing.
Robert W. "Bob" Laing est un chef décorateur et un directeur artistique britannique né le 27 novembre 1937.

## Biographie
Il est le père de Martin Laing, lui aussi chef décorateur.

## Filmographie (sélection)
- 1967 : On ne vit que deux fois (You Only Live Twice) de Lewis Gilbert
- 1968 : Chitty Chitty Bang Bang de Ken Hughes
- 1969 : Au service secret de Sa Majesté (On Her Majesty's Secret Service) de Peter Hunt
- 1971 : Nicolas et Alexandra (Nicholas and Alexandra) de Franklin J. Schaffner
- 1972 : Voyages avec ma tante (Travels with My Aunt) de George Cukor
- 1972 : Frenzy d'Alfred Hitchcock
- 1973 : Vivre et laisser mourir (Live and Let Die) de Guy Hamilton
- 1974 : Gatsby le Magnifique (The Great Gatsby) de Jack Clayton
- 1975 : Rollerball de Norman Jewison
- 1977 : Le Convoi de la peur (Sorcerer) de William Friedkin
- 1982 : Gandhi de Richard Attenborough
- 1994 : True Lies de James Cameron
- 1995 : Lancelot, le premier chevalier (First Knight) de Jerry Zucker
- 1997 : Titanic de James Cameron

## Distinctions
- Oscar des meilleurs décors

### Récompenses
- en 1983 pour Gandhi

### Nominations
- en 1973 pour Voyages avec ma tante